# Kaname Island
Kaname Island (japanisch 要島 Kaname-jima, deutsch ‚Angelpunktsinsel‘) ist eine kleine und isolierte Insel in der Lützow-Holm-Bucht an der Prinz-Harald-Küste des ostantarktischen Königin-Maud-Lands. Sie liegt 33 km nordwestlich der Insel Padda.
Japanische Wissenschaftler entdeckten sie zwischen 1969 und 1970 bei einem Erkundungsflug per Hubschrauber von der Ost-Ongul-Insel. Die Benennung erfolgte im Jahr 1972. Das Advisory Committee on Antarctic Names übertrug die japanische Benennung 1975 in einer Teilübersetzung ins Englische.